# Émile Lesieur
Pour les articles homonymes, voir Lesieur.

a Compétitions nationales et continentales officielles uniquement.

b Matchs officiels uniquement.
Émile Lesieur est un athlète et joueur français de rugby à XV du Stade français, né le 16 septembre 1885 à Paris et décédé le 25 janvier 1985, pratiquement centenaire, également à Paris.

## Biographie
De mensuration moyenne (1,70 m et 70 kg), il est rapidement repéré pour sa vitesse par les sections athlétisme et rugby du Stade. Champion de France du 100 mètres et du 400 mètres en 1906 sous les couleurs stadistes, il occupe parallèlement le poste de trois-quarts aile (ou centre) du Club. Il fut aussi détenteur du record de France du 100 mètres en 10 s 4.
Émile Lesieur connaît sa première sélection avec l'équipe de France de rugby à XV, pour le test match le 22 mars 1906 contre l'équipe d'Angleterre, c'est aussi le deuxième match international du XV de France. Ailier insaisissable, il marque le premier essai français dans le Tournoi des Cinq Nations. Il peut être considéré comme le premier ailier sprinter de l'équipe de France, connu pour sa « vitesse endiablée » et son « démarrage électrique ».
Il intègre HEC Paris en 1906, en même temps que Roland Garros qu'il parraine pour entrer au Stade, et les deux camarades de promotion ressortiront diplômés d'HEC Paris en 1908, la scolarité ne durant que deux ans à l'époque. Au début de la guerre en 1914, il est fait prisonnier par les Allemands mais il s'évade par la Suisse et rejoint l'aviation française.
Il devient pilote de chasse durant la Première Guerre mondiale, comme son camarade Roland Garros mais ce dernier meurt en 1918 en combat aérien à Vouziers, sur le front des Ardennes.
Il est ensuite président de la section athlétisme du Stade français pendant de nombreuses années. Il exerce par ailleurs des activités dans le milieu industriel.
Dix ans après la mort de Roland Garros, Émile Lesieur impose le nom de son camarade disparu au Stade Roland-Garros lors de l'inauguration de 1928.
Veuf de Jeanne Manset, il meurt presque centenaire en 1985.
En 2008, des cérémonies pour le centenaire de la sortie d'HEC de Roland Garros sont organisées et la mémoire d'Émile Lesieur est évoquée tant le destin des deux hommes est lié. Parmi les parrains figurent HEC, le Stade français, Le Musée de l'Air et de l'Espace, Safran, Supaéro.

## Palmarès

### En club
- Champion de France d'athlétisme : 100 mètres et 400 mètres en 1906.
- Champion de France de rugby en 1903 et 1908.
- Vice-champion de France de rugby en 1904[3], 1905[3], 1906 et 1907[3].

### En équipe nationale
- 12 sélections en équipe de France : 1 en 1906, 2 en 1908, 3 en 1909, 3 en 1910, 2 en 1911, 1 en 1912
- 6 points marqués : 2 essais (auteur du 1er essai du XV de France dans le Tournoi des V Nations (1910))
- Tournois des Cinq Nations disputés : 1910, 1911, 1912

### Matchs internationaux
| #   | Date             | Lieu                             | Adversaire     | Résultat | Points marqués     | Competition              |
| --- | ---------------- | -------------------------------- | -------------- | -------- | ------------------ | ------------------------ |
| 1.  | 22 mars 1906     | Parc des Princes (Paris)         | Angleterre     | 8-35     | 3 points (1 essai) | Test match               |
| 2.  | 1er janvier 1908 | Stade du Matin (Colombes)        | Angleterre     | 0-19     | 0 point            | Test match               |
| 3.  | 2 mars 1908      | Cardiff Arms Park (Cardiff)      | Pays de Galles | 4-36     | 0 point            | Test match               |
| 4.  | 30 janvier 1909  | Welford Road Stadium (Leicester) | Angleterre     | 0-22     | 0 point            | Test match               |
| 5.  | 23 février 1909  | Stade du Matin (Colombes)        | Pays de Galles | 5-47     | 0 point            | Test match               |
| 6.  | 20 mars 1909     | Lansdowne Road (Dublin)          | Irlande        | 8-18     | 0 point            | Test match               |
| 7.  | 22 janvier 1910  | Stade d'Inverleith (Écosse)      | Écosse         | 0-27     | 0 point            | Tournoi des Cinq Nations |
| 8.  | 3 mars 1910      | Parc des Princes (Paris)         | Angleterre     | 3-11     | 0 point            | Tournoi des Cinq Nations |
| 9.  | 28 mars 1910     | Parc des Princes (Paris)         | Irlande        | 3-8      | 0 point            | Tournoi des Cinq Nations |
| 10. | 28 janvier 1911  | Stade de Twickenham (Londres)    | Angleterre     | 0-37     | 0 point            | Tournoi des Cinq Nations |
| 11. | 25 mars 1911     | Mardyke (Cork)                   | Irlande        | 5-25     | 0 point            | Tournoi des Cinq Nations |
| 12. | 25 mars 1912     | Rodney Parade (Newport)          | Pays de Galles | 8-14     | 3 points (1 essai) | Tournoi des Cinq Nations |